# Costa Ricas ekonomi
För att höra till utvecklingsländerna är Costa Rica tämligen välmående och det har varit politiskt stabilt. Ca 1/3 av befolkningen är sysselsatt i jordbruket; det främsta odlingsområdet är centrala högslätten. I nordväst finns stora boskapsrancher och regnskogen har på många håll skövlats och ersatts av betesmarker, vilket lett till svår jordförstöring. Huvudgrödor för export är kaffe från småbruk i landets inre och bananer från plantager i kustområdena. Tillsammans svarar de för ungefär halva exportvärdet. Bananodlingen har länge dominerats av amerikanskt kapital (United Fruit m.fl.), som också satsats i industrins utbyggnad (livsmedels-, textil- och kemisk produktion). 
Landets mineraltillgångar är obetydliga, men nya fynd av olja och en utbyggd vattenkraft beräknas täcka det egna behovet. Beroendet av några få exportvaror och sjunkande kaffepriser på världsmarknaden har de senaste årtiondena lett till ekonomiska svårigheter och en växande utlandsskuld. Det ekonomiska beroendet av USA är fortfarande stort.